# Sonderberichterstatter zur Menschenrechtssituation in der Islamischen Republik Iran
Sonderberichterstatters zur Menschenrechtssituation in der Islamischen Republik Iran (englisch: Special Rapporteur on the situation of human rights in the Islamic Republic of Iran) ist eine 2011 vom UN-Menschenrechtsrat (OHCHR) geschaffene Stelle, um die instabile politische und gesellschaftliche Situation in der theokratisch verfassten und autoritär regierten Islamischen Republik Iran während der Präsidentschaft von Mahmud Ahmadineschad zu beobachten. Die Lage war durch die Unterdrückung der Opposition, Verweigerung der Pressefreiheit und staatlich tolerierten Terror auf den Straßen durch die Hilfspolizei der Basidsch-e Mostaz'afin geprägt. Bereits von 1984 bis 2002 hatte ein entsprechendes Mandat des UN-Menschenrechtsrats bestanden.

## Das UN-Mandat
Der Sonderberichterstatter hat die Aufgabe, Informationen von allen relevanten Akteuren zu sammeln, die Menschenrechtssituation in Iran zu beurteilen und Empfehlungen für Verbesserungen abzugeben. Diese werden in jährlichen Berichten an den Menschenrechtsrat und die UN-Generalversammlung zusammengetragen. Der Sonderberichterstatter soll die Regierung Irans bei der Erfüllung ihrer Menschenrechtsverpflichtungen und auch die Zivilgesellschaft bei der Wahrnehmung ihrer Rechte beraten und unterstützen.
Der Sachverständige ist kein Mitarbeiter der Vereinten Nationen, er wird von der UN mit einem unabhängigen Mandat beauftragt, für das ein Verhaltenskodex des UN-Menschenrechtsrats gilt. Der unabhängige Status der Mandatsträgerin ist für die unparteiische Wahrnehmung ihrer Aufgaben wesentlich. Die Amtszeit eines Mandats ist auf maximal sechs Jahre begrenzt.
In seinen Berichten stellt der Sonderberichterstatter alle betroffenen Menschenrechte dar. Dies betrifft bürgerliche, politische Rechte, wirtschaftliche, soziale und kulturelle Rechte, aber auch Gesundheits-, Minderheiten- und Umweltrechte.

## Unruhen nach dem Tod von Jina Mahsa Amini
In seinem Bericht für die UN-Generalversammlung am 7. Februar 2023 ging Sonderberichterstatter Rehman auf die Ereignisse ein, die zum Tod der 22-jährigen iranischen Kurdin Jina Mahsa Amini am 16. September 2022 im Gewahrsam der Behörden geführt hatten und kommentierte die daraufhin entstehenden Proteste und den staatlichen Umgang hiermit. Allein zwischen 16. September und 2. Dezember 2022 seien mehr als 1641 Protestaktionen registriert worden. Rehman beklagte die brutale Antwort der iranischen Autoritäten. Die gewalttätigen Einsätze der Sicherheitsorgane hätten zum Tod von mindestens 476 Personen geführt, darunter mindestens 64 Kinder und 34 Frauen, über 500 der Protestierenden seien schwer verletzt, Tausende inhaftiert worden. Rehman zeigte sich alarmiert durch anhaltende Gewalt gegen Frauen und Kinder, oft mit sexuellem Missbrauch, auch der Unterdrückung ethnischer und religiöser Minderheiten, insbesondere den Belutschen und den Kurden.
In seinem Bericht zeigte sich Rehman empört über den Umgang der staatlichen Organe in der Klärung der Todesumstände von Jina Mahsa Amini. Aus seiner Sicht spreche alles dafür, dass die bei der brutalen Festnahme durch die Sittenpolizei erlittenen Kopfverletzungen ursächlich für den Tod waren. Behauptungen, sie sei an einem „Herzinfarkt“ verstorben, seien völlig unglaubhaft.
Er beklagte, dass die iranische Regierung seinen Wunsch nach einer Einreise abgelehnt hatte und wiederholte seine Forderung, dies zu ermöglichen, da es seinem Mandat entspreche.

## Amtsinhaber

### Mandat seit 2011
- 2011 – 2016 Ahmed Shaheed –  Malediven
- 2016 – 2018 Asma Jilani Jahangir –  Pakistan (während der Amtszeit verstorben)[11][12]
- 2018 – 2024 Javaid Rehman –  Pakistan
- seit 2024 Mai Sato –  Japan[13]

### Vorausgegangenes Mandat
- 1995 – 2002 Maurice Copithorne  Kanada,
- 1993 – 1995 Reynaldo Galindo Pohl  El Salvador

## Publikationen (Auswahl)
- A/HRC/52/67: Report of the Special Rapporteur on the situation of human rights in the Islamic Republic of Iran, Javaid Rehman, 7. Februar 2023
- A/77/181: Report of the Special Rapporteur on the situation of human rights in the Islamic Republic of Iran, Javaid Rehman, 18. Juni 2022

## Nachweise
1. ↑  https://www.ohchr.org/en/special-procedures-human-rights-council/current-and-former-mandate-holders-existing-mandates abgerufen am 12. Juli 2023
2. 1 2  Empfehlungen. Hrsg: UN-Menschenrechtsrat, abgerufen am 5. April 2019.
3. ↑  Jahresberichte allgemein. Abgerufen am 5. April 2019.
4. ↑  Sonderberichterstatter. Hrsg: UN-Menschenrechtsrat, abgerufen am 5. April 2019.
5. ↑  Ernennung der Sonderberichterstatter. Hrsg: UN-Menschenrechtsrat, abgerufen am 5. April 2019.
6. ↑  Sonderverfahren. In: Menschenrechtsrat. Hrsg: Deutsches Institut für Menschenrechte, archiviert vom Original (nicht mehr online verfügbar) am 18. April 2019; abgerufen am 5. April 2019.  Info: Der Archivlink wurde automatisch eingesetzt und noch nicht geprüft. Bitte prüfe Original- und Archivlink gemäß Anleitung und entferne dann diesen Hinweis.
7. ↑  Verhaltenskodex. (Word) In: A/HRC/RES/5/2. UN-Menschenrechtsrat, 18. Juni 2007, abgerufen am 28. April 2019 (englisch).
8. ↑  Handlungshandbuch. (PDF) UN-Menschenrechtsrat, abgerufen am 28. April 2019 (englisch).
9. ↑  https://www.ohchr.org/en/special-procedures/sr-iran abgerufen am 26. August 2024
10. ↑  https://documents-dds-ny.un.org/doc/UNDOC/GEN/G23/010/95/PDF/G2301095.pdf?OpenElement Human Rights situations that require the Council’s attention. Situation of human rights in the Islamic Republic of Iran, 7. Februar 2023, abgerufen am 11. November 2023
11. ↑  OHCHR | Special Rapporteur on Iran. Abgerufen am 9. August 2017 (amerikanisches Englisch).
12. ↑  https://www.ohchr.org/en/stories/2018/02/asma-jahangir-giant-within-global-human-rights-movement abgerufen am 11. Juli 2023
13. ↑  https://www.ohchr.org/en/special-procedures-human-rights-council/current-and-former-mandate-holders-existing-mandates abgerufen am 26. August 2024